# Gastroenterologia
Gastroenterologia (ang. gastroenterology) – dziedzina medycyny zajmująca się czynnościami i schorzeniami układu pokarmowego; przełyku, żołądka, jelit, odbytu i gruczołów trawiennych (wątroba, trzustka) oraz dróg żółciowych. Badaniem samego żołądka zajmuje się gastrologia.
W Polsce lekarze gastroenterolodzy są szkoleni w ramach dwóch specjalizacji: gastroenterologia i gastroenterologia dziecięca.
Konsultantem krajowym gastroenterologii od 7 czerwca 2019 jest prof. dr hab. n. med. Jarosław Reguła, a gastroenterologii dziecięcej prof. dr hab. n. med. Mieczysława Czerwionka-Szaflarska (od 21 czerwca 2018).